# Роттенфлюк, Рене
Рене Роттенфлюк (фр. René Rottenfluc, 19 декабря 1900 — 8 апреля 1962) — французский борец, чемпион Европы.

## Биография
Родился в 1900 году в Боменвиле. В 1924 году принял участие в Олимпийских играх в Париже, где выступил в соревнованиях по греко-римской борьбе, но наград не завоевал. В 1925 году на чемпионате Европы по греко-римской борьбе стал 6-м, а в 1926 году — 5-м.
После этого перешёл в вольную борьбу. В 1928 году принял участие в Олимпийских играх в Амстердам, где занял 4-е место. В 1929 году стал чемпионом Европы.